# Plebejus microhypochiona
Plebejus microhypochiona är en fjärilsart som beskrevs av Ruggero Verity 1931. Plebejus microhypochiona ingår i släktet Plebejus och familjen juvelvingar. Inga underarter finns listade i Catalogue of Life.